# مجنحة الثمار
مُجَنَّحةُ الثمار أو التُّوز أو الصَّنْدَل (الاسم العلمي: Pterocarpus)، جنس أشجار استوائية من فصيلة البقولية. أنواعه 35، مواطنها الأصلية في آسيا وإفريقيا.

## الأنواع
من بعض أنواعه:
- توز مخزني
- صندلان
- توز هندي
- توز مَلَبَار
- توز مرجاني